# Jeune Garde de Villefranche
 (décembre 2013).
Si vous disposez d'ouvrages ou d'articles de référence ou si vous connaissez des sites web de qualité traitant du thème abordé ici, merci de compléter l'article en donnant les références utiles à sa vérifiabilité et en les liant à la section « Notes et références ».
Pour les articles homonymes, voir JGV.
La Jeune Garde de Villefranche (plus communément appelée JGV) est un club créé en 1912 à Villefranche-sur-Saône (Rhône) dont la principale activité est la gymnastique masculine.  Historiquement affilié à la Fédération sportive et culturelle de France, il prend également part aux compétitions de la Fédération française de gymnastique.

## Historique

### Création et premières compétitions
Le 26 avril 1912, la déclaration des statuts de la JGV est déposée à la sous-préfecture de Villefranche. La création effective figure au journal officiel du 7 mai 1912. La Jeune Garde participe au concours de Tarare les 29 et 30 juin 1912. Cette compétition rassemble 50 sociétés et 3 000 gymnastes. Pour sa première participation à un concours régional la JGV obtient un prix d'excellence en deuxième division alternatif  avec 453 points. Dès 1913, le premier président de la JGV Pierre Dupont et son vice-président Henri Jacquet prennent en main l'organisation d'un concours de gymnastique de grande facture. Sur cet élan, les dirigeants caladois n'hésitent pas à faire franchir les Alpes aux sociétaires de la toute nouvelle JGV pour participer au concours international de Rome.
La guerre de 14-18 stoppe pratiquement toutes les activités sportives et endeuille la JGV qui voit 19 de ses sociétaires tomber au champ d'honneur, ainsi que son aumônier l'abbé Bertrand. À cette époque la JGV est affiliée à la Fédération gymnastique et sportive des patronages de France (FGSPF), fédération catholique, dans laquelle chaque club dispose d'un aumônier.

### L'entre-deux-guerres
C'est en 1921, à Strasbourg — un symbole — que la vie fédérale reprend ses droits avec l'organisation d'un grand concours international. La Jeune Garde fait partie des 266 sociétés présentes, colonne 9 lors du défilé.  En 1923, au concours de Tarare, les fanions des pupilles et des adultes récompensent la JGV qui récidive au concours de Paris.
En 1924, la JGV, toujours en pointe et présidée par François Fougerat, se voit confier l'organisation d'un concours inter-régional regroupant 83 clubs représentés par 4 000 gymnastes. Au fil des années, plusieurs concours se succèdent:
- 1927 (à Amplepuis) : la JGV remporte le fanion des adultes ;
- 1928 (à Vienne) : la JGV remporte le drapeau régional ;
- 1932 (à Nice) : la JGV remporte le championnat international ;
- 1941 (à Lyon) : la JGV remporte le fanion des adultes ;
- 1942 (à Mâcon): la JGV remporte le fanion des pupilles.

À  nouveau, en 1939, la guerre passe par là et fait une victime dans les rangs de la JGV ainsi que 9 prisonniers cruellement marqués par une détention difficilement supportable. À cette époque, 13 adultes du club sont incorporés au 9e régiment de cuirassiers de l'armée française.

### L'après-guerre
En 1946 a lieu le concours de Tarare, suivi du premier championnat fédéral de la Fédération sportive de France (FSF) à Paris, où l'équipe adulte de la JGV décroche la seconde place, derrière la Nicolaïte de Chaillot, pour la plus grande satisfaction du président Camille Buchet.

## Présentation du club

### Locaux et salles d'entraînement
Historiquement, la salle d'entraînement de la JGV est située à Villefranche-sur-Saône, au 3 rue des remparts. Cette salle, surnommée "le local", est plutôt vétuste et a nécessité de nombreux travaux de rénovation, le plus souvent aux frais du club. On n'y trouve aucune fosse et les agrès y sont relativement désuets.
Avec la création du gymnase spécialisé René Jardin à proximité du palais des sports de Villefranche-sur-Saône rue Auguiot, les entraînements ont peu à peu déserté le « local ». En effet, la salle spécialisée offre des conditions de travail optimales : deux fosses de réception, un trampoline géant, des agrès multiples et neufs, un praticable et une piste de tumbling. L'utilisation de cette salle a globalement permis à la JGV de franchir un cap, le niveau général de ses équipes ayant fortement progressé.
Aujourd'hui, le local sert de salle d'entraînement uniquement à certaines catégories : l'école de gymnastique pour les enfants, filles et garçons, de trois à six ans (découverte de la gymnastique et initiation aux éléments de base au sol et sur agrès) et la gymnastique d'entretien (séances de fitness et de relaxation dispensées dans la convivialité et la bonne humeur).
Le local sert également de salle de réception pour certaines manifestations du club (célébration des conscrits du club, élection des membres du bureau, festivités de fin d'année). À l'étage supérieur se trouve la salle de réunion du bureau qui y tient ses réunions techniques et les inscriptions en début de saison.

## Présentation des compétitions de gymnastique masculine

### Compétitions de laFédération sportive et culturelle de France(FSCF)

#### Coupes interclubs
La coupe interclubs regroupe des équipes constituées de 8 gyms au maximum : 2 pupilles, 2 cadets, 2 juniors et 2 seniors. Cette compétition a pour intérêt de regrouper l'ensemble des catégories d'âges de gymnastique à partir de 10 ans, ce qui fait également que pour gagner cette compétition, un club se doit d'avoir des gymnastes de qualité à tous les âges.
En division 1, les mouvements sont libres : chaque gymnaste effectue aux six agrès (sol, cheval d'arçons, anneaux, saut de cheval, barres parallèles, barre fixe dans cet ordre) un enchainement de figures de valeurs plus ou moins élevées sans restriction aucune.
En division 2, les mouvements sont imposés : chaque gymnaste choisit un degré de difficulté des mouvements édictés par la commission technique de la FSCF et effectue le mouvement correspondant à ce degré de difficulté à tous les agrès ; il est ainsi impossible de faire un 4e degré en barre fixe, barres parallèles, sol, cheval d'arçons et anneaux et de faire un 5e degré au saut de cheval.

#### Championnats fédéraux
Lors de la saison 2008-2009, la JGV est élue club FSCF de l'année à la suite de sa victoire aux championnats fédéraux (catégorie adultes fédéral 1) organisés à Saint-Sébastien-sur-Loire en Loire-Atlantique.

## Palmarès de la section de gymnastique masculine

### FSCF
- Championnat fédéral pupilles division fédérale 1 :
  -  2002, 2003, 2004, 2005 ;
  -  2001, 2006, 2008 ;
  -  1999, 2007.
- Championnat fédéral adultes division fédérale 1 :
  -  2009 ;
  -  1946.
- Championnat fédéral adultes division fédérale 2 :
  -  1996, 1999, 2002 ;
  -  1997, 1998, 2000.
- Championnat adultes promotion :
  -  1974 ;
  -  1972, 1973.
- Coupe interclubs division 1 :
  -  1987, 1988, 1989, 1991, 1993, 2000, 2001, 2002, 2003, 2004, 2005, 2006, 2007, 2009 ;
  -  1992, 1999 ;
  -  1994.
- Coupe interclubs division 2 : 
  -  2001, 2005 ;
  -  1996.
- Coupe fédérale cadets :
  -  2005, 2006, 2007, 2008, 2009 ;
  -  1992, 2003, 2004.
- Coupe fédérale seniors :
  -  2007 ;
  -  1992, 2001, 2003, 2008, 2009 ;
  -  1993, 2000.
- Club de l'année : 2009[réf. nécessaire]

### FFG
- Championnats division nationale 5 :  2009 ;
- Championnats division fédérale 3 :   2006.